# 감지금니대방광불화엄경 권15
감지금니대방광불화엄경 권15(紺紙金泥大方廣佛華嚴經 卷十五)는 서울특별시 강남구, 코리아나화장박물관에 있는 고려시대의 필사본 불경이다. 2004년 6월 26일 대한민국의 보물 제1412호로 지정되었다.

## 개요
이 사경은 고려 충숙왕 복위3년(1334) 감색의 종이에 금니로 쓴, 화엄경 80권본에 40권본의 마지막권(보현행원품의 마지막권)을 더했거나 또는 화엄경 3본을 섞었거나 해서 구성한 81권을 서사(書寫)한 것 가운데의 한권(제15권)인 듯하다.
내용은 화엄경 39품 가운데 제12 현수품의 후반부로 문수보살의 요청으로 현수보살(賢首菩薩)이 체험하고 증득(證得)한 광명과 삼매(三昧)의 위신력(威神力) 등의 수행공덕을 게송(偈頌)으로 읊은 것이다.
권수에는 사성(寫成) 발원문과 변상도가 붙어 있는데, 사성 발원문에 의하면 영록대부(榮祿大夫) 휘정사(徽政使) 정독만달아(鄭禿滿達兒)가 부모, 원나라 황제, 고려 왕 등을 축원하기 위해 화엄경 81권과 수능엄경 10권을 사성하였음을 알 수 있다. 보물 제752호와 동시에 이룩된 사경으로 보인다.
정교하고 세밀(精細)한 변상도와 함께 그 제작의 시기·주체·목적 등을 분명하게 밝힌 사성기(寫成記)가 첨부되어 있어 14세기 전기 미술사와 함께 불교문화사, 려·원(麗·元)의 관인(官人) 교류사 등에 있어 요긴한 자료적 가치를 가지고 있다.

## 같이 보기
- 감지금니대방광불화엄경

## 참고 자료
- 감지금니대방광불화엄경 권15 - 국가유산청 국가유산포털